# Kościelec (Sudety)

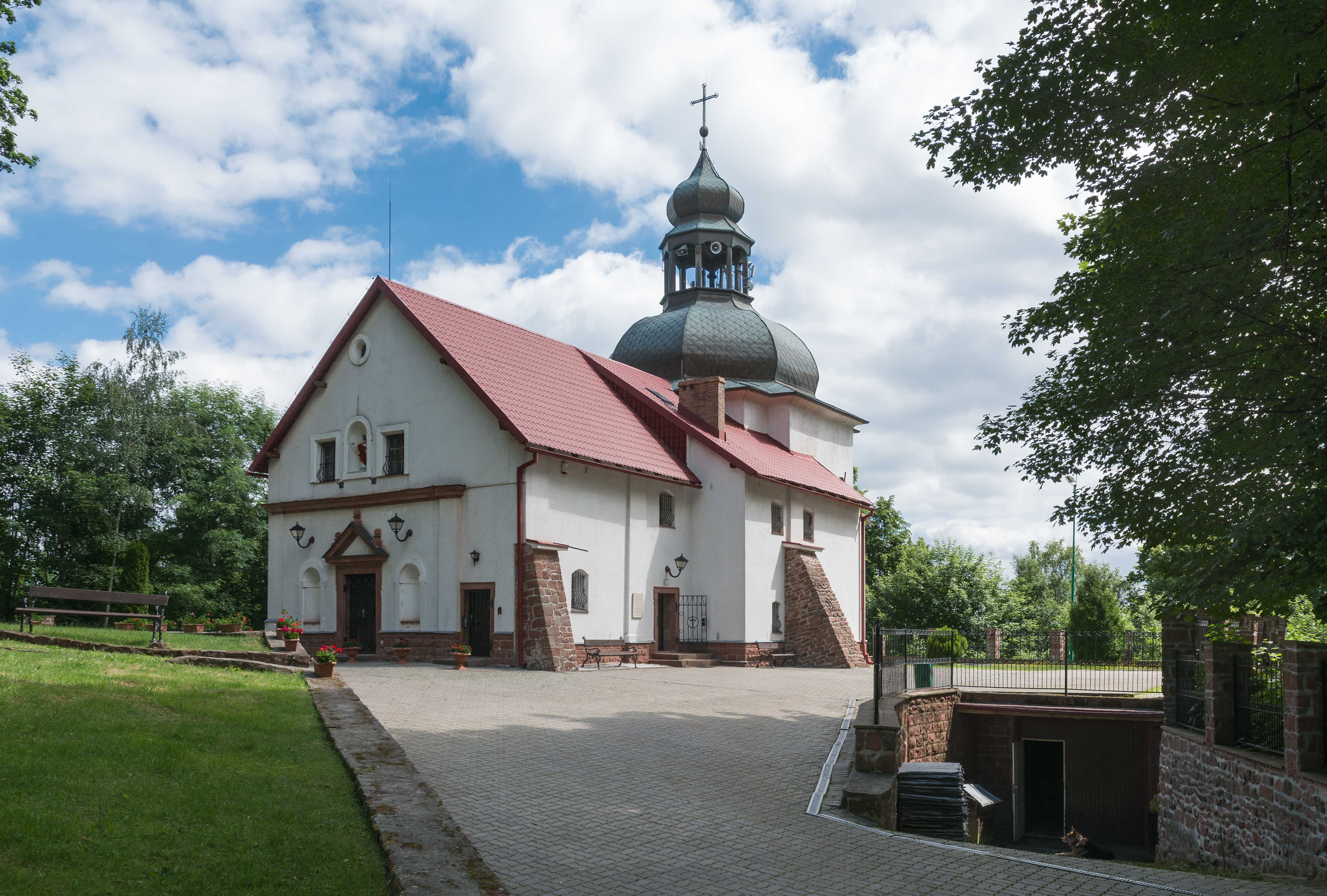
Kościół Matki Boskiej Bolesnej w Nowej Rudzie

Kościelec (586 m n.p.m.) – wzniesienie w Sudetach Środkowych w paśmie Wzgórz Włodzickich.
Wzniesienie położone jest niedaleko Słupca, w północno-środkowej części Wzgórz Włodzickich, na wschód od centrum Nowej Rudy.
Jest to kopulaste wzniesienie wyrastające na kilka metrów, z poziomu około 580 m n.p.m., z zachodniego zbocza Góry Wszystkich Świętych. Wzniesienie o stromych zboczach: wschodnim, południowym i północnym, z niewyraźnie podkreślonym wierzchołkiem. Wzniesienie częściowo porośnięte lasem mieszanym regla dolnego z przewagą drzew liściastych. Na szczycie znajduje się kościółek z sanktuarium Matki Bożej Bolesnej. 

## Szlaki turystyczne
- Kościelec - Góra Wszystkich Świętych - Góra Świętej Anny - Przełęcz pod Krępcem - Nowa Ruda - Pisztyk - Włodzicka Góra - Świerki Dolne - Kompleks Gontowa - Sokolec - Schronisko Sowa - Wielka Sowa
- Główny Szlak Sudecki: Przełęcz Srebrna – Słupiec – Kościelec – Ścinawka Średnia – Wambierzyce – Skalne Grzyby – Karłów